# Allodia simile
Allodia simile är en tvåvingeart som först beskrevs av Freeman 1951.  Allodia simile ingår i släktet Allodia och familjen svampmyggor. Inga underarter finns listade i Catalogue of Life.